# 1 Timoteo 3

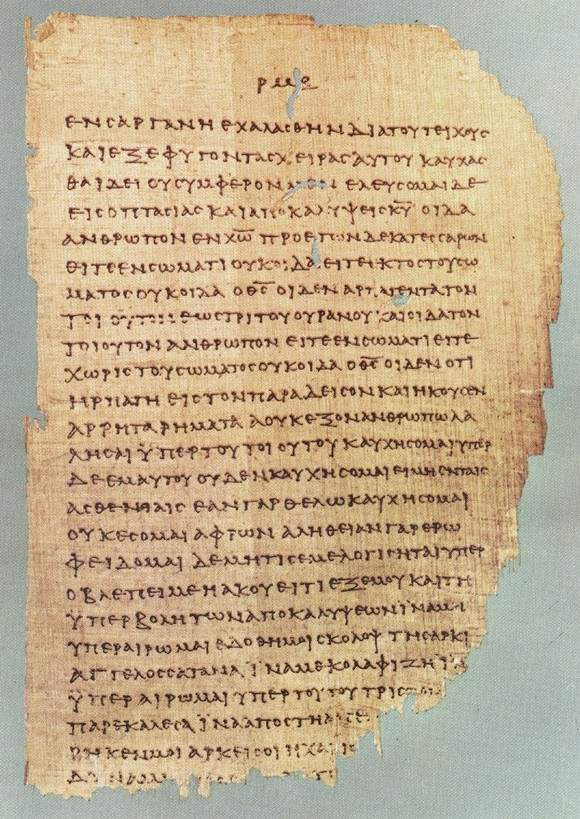
Folio del papiro 46, que contiene 2 Corintios 11:33-12:9

 1 Timoteo 3 es el tercer capítulo de la Primera epístola a Timoteo, y se suele abreviar como «1 Tim. 3». que es uno de los veintisiete libros que conforman el Nuevo Testamento cristiano que forma un grupo homogéneo con la Segunda epístola a Timoteo y la epístola a Tito. Así mismo, es una de las trece epístolas atribuidas, por la tradición, a Pablo de Tarso.
Su estilo y vocabulario son diferentes de los demás escritos paulinos por lo que la mayoría de los teólogos consideran que no fueron escritas por el apóstol Pablo o que no fue él mismo quien les dio su forma literaria, sino alguno de sus discípulos. Es probable que se encuentre entre las primeras de las cartas de Pablo, escritas probablemente a finales del año 52 d. C. Las catorce epístolas de Pablo de Tarso se dividen tradicionalmente en siete mayores y siete menores, en razón de su longitud e importancia.

## Manuscritos antiguos supervivientes
.

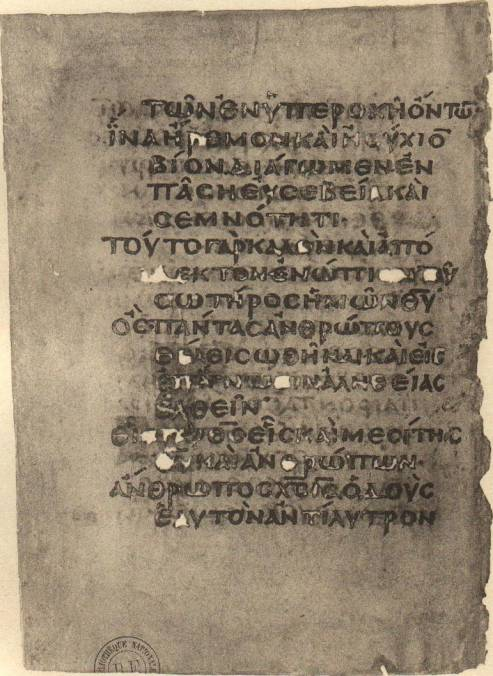
Fragmentos que muestran 1 Timoteo 2:2-6 en el Codex Coislinianus, de hacia 550 d. C.

El manuscrito original en griego koiné se ha perdido, y las texto de las copias supervivientes varían.
El primer escrito conocido de 1 Timoteo se ha encontrado en el Papiros de Oxirrinco 5259, designado P133, en 2017. Procede de una hoja de un códice datado en el siglo III (330-360). Otros manuscritos antiguos que contienen parte o la totalidad del texto de este libro son:
- Codex Alexandrinus (400-440)
- Codex Ephraemi Rescriptus (c. 450)
- Codex Freerianus (c. 450)
- Uncial 061 (c. 450)
- Codex Claromontanus (c. 550)
- Codex Coislinianus (c. 550)
- Uncial 0262 (siglo VII)[8]

## Contenido
El tema general tratado es el de Los ministros en la Iglesia.
- Cualidades de los obispos. Versículos 1-7
- Cualidades de los diáconos. Versículos 8-13
- La Iglesia, casa de Dios. Versículos 14-15
- Misterio de la piedad. Versículo 16.

### Cualidades de los obispos
1-Podéis estar seguros: si alguno aspira al episcopado, desea una noble función. 
2-Ahora bien, es necesario que el obispo sea irreprensible, casado una sola vez, sobrio, prudente, correcto, hospitalario, buen educador; 
3-que no sea bebedor ni provocador, sino moderado, no dado a las discordias ni apegado al dinero;
....
7-También es necesario que goce de buena fama ante los de fuera, para que no caiga en descrédito ni en las redes del diablo.

#### Comentario
Durante la redacción de las Cartas pastorales, aún no se había establecido de manera definitiva la estructura y funciones de los distintos órdenes sagrados dentro de la jerarquía eclesiástica. Esta organización comienza a vislumbrarse con mayor claridad en los escritos de Ignacio de Antioquía, a inicios del siglo II. Los «obispos» (epískopoi) eran líderes de comunidades cristianas específicas, encargados de enseñar, presidir y dar ejemplo de vida cristiana. La expresión «casado una sola vez», también aplicada a los «diáconos», no se refiere a la poligamia, prohibida para todos los creyentes, sino a la restricción de no contraer segundas nupcias. En la era apostólica, no se exigía el celibato a los líderes de las comunidades, ya que muchos se convertían siendo adultos y casados. Sin embargo, con el tiempo, la práctica del celibato se fue consolidando entre los ministros de la Iglesia.

En la antigüedad cristiana, los Padres y los escritores eclesiásticos dan testimonio de la difusión, tanto en Oriente como en Occidente, de la práctica libre del celibato en los ministros sagrados, por su gran conveniencia con su total dedicación al servicio de Dios y de su Iglesia. La Iglesia de Occidente, desde los principios del siglo IV, mediante la intervención de varios concilios provinciales y de los Sumos Pontífices, corroboró, extendió y sancionó esta práctica.

### Cualidades de los diáconos
8-También los diáconos deben ser dignos, sin doblez en el hablar, no aficionados al mucho vino, ni a buscar ganancias turbias, 
9-que guarden el misterio de la fe con una conciencia pura. 
10-A éstos primero se les debe someter a prueba, y después podrán ejercer el diaconado si son irreprochables. 
11-Las mujeres también deben ser dignas, no calumniadoras, sobrias, fieles en todo. 
12-Que los diáconos estén casados una sola vez, y gobiernen bien a sus hijos y su propia casa.
13-Porque quienes ejercen bien el diaconado consiguen un puesto de honor y una gran confianza en lo que atañe a la fe, en Cristo Jesús.

#### Comentarios
Los «diáconos» eran ministros subordinados a los líderes de la comunidad cristiana. Su origen podría rastrearse hasta los siete hombres elegidos para asistir a los Apóstoles. En griego, el término *diákonos* significaba «servidor» o «ayudante», y en el ámbito cristiano se utilizó inicialmente para referirse a quienes colaboraban con obispos y presbíteros, adquiriendo posteriormente su significado actual. Respecto a las «mujeres» mencionadas en el v. 11, su rol en la comunidad no está del todo claro debido a la escasez de información. En Rm 16,1, Febe es llamada «diaconisa», aunque ese término no aludía a un ministerio sagrado. Según un texto del siglo IV, algunas mujeres ayudaban en la preparación de catecúmenas para el bautismo, cuidaban a enfermos y realizaban otras labores de servicio.(Constitutiones Apostolicae 2,26; 3,15).

### La Iglesia, casa de Dios.
14-Te escribo esto con la esperanza de ir pronto a estar contigo; 
15-pero si tardo, para que así sepas cómo hay que comportarse en la casa de Dios, que es la Iglesia de Dios vivo, columna y fundamento de la verdad. 

#### Comentarios
Dios guía a la Iglesia como un padre a su familia, subrayando que no es solo una institución humana, sino una comunidad que le pertenece. La expresión «casa de Dios» refleja su carácter familiar y la unión de los creyentes, comparándolos con un templo donde Dios habita de forma más plena que en el Templo de Jerusalén. 

Columna y fundamento de la verdad»: Estos elementos, que completan la imagen de la edificación, son un modo gráfico de expresar la firmeza y perennidad de la Iglesia en su deber de conservar y transmitir la verdad, que «se extiende a todo cuanto abarca el depósito de la Revelación, que debe ser custodiado santamente y expresado con fidelidad.

### Misterio de la piedad
16-Unánimemente confesamos que es grande el misterio de la piedad: 
Él ha sido manifestado en la carne, 
justificado en el Espíritu;
mostrado a los ángeles, 
predicado a las naciones; 
creído en el mundo, 
ascendido en gloria.

#### Comentarios
El «misterio de la piedad» se presenta como un himno dedicado a Cristo, en contraste con el «misterio de la iniquidad» (2 Ts 2,7). En Éfeso, donde se exaltaba a Artemisa: ¡Grande es la Artemisa de los efesios!» (Hch 19,28), los cristianos son invitados a proclamar la grandeza de este misterio, que simboliza la reconciliación y unión con Dios lograda por Cristo: «¡Grande es el misterio de la piedad!». Él asumió la naturaleza humana sin dejar de ser Dios, fue reconocido tanto por los ángeles como por las naciones, vive en la fe de los creyentes y reina en la Gloria junto al Padre.